# Armin Zöggeler
Armin Zöggeler (né le 4 janvier 1974 à Merano, dans la province de Bolzano, dans le Trentin-Haut-Adige) est un lugeur italien. Il est l'un des lugeurs les plus titrés de l'histoire de ce sport et le premier athlète à gagner six médailles consécutives en six éditions des Jeux olympiques d'hiver, de 1994 à  2014
Surnommé « Il Cannibale » (« le cannibale »), il a remporté deux titres olympiques en 2002 et 2006 (sa première médaille olympique est le bronze en 1994, suivi par l'argent en 1998, et ses deux dernières, le bronze en 2010 et  2014) , six titres de champion du monde (1995, 1999, 2001, 2003, 2005 et 2011), quatre titres de champion d'Europe  en 1994 (par équipes), 2004, 2008 et 2014 et dix coupes du monde (1998, 2000, 2001, 2004, 2006, 2007, 2008, 2009, 2010 et 2011). Dans la vie civile, il fait partie des carabinieri.

## Biographie
Né à Merano en Italie, Armin Zöggeler débute à la luge dès son plus jeune âge sur des pistes naturelles. À 11 ans, il gagne sa première compétition internationale. Poussé par son entraîneur de l'époque Severin Unterholzner, le jeune Zöggeler passa des pistes naturelles à celles artificielles, discipline nettement plus populaire et qui fait partie du programme olympique. À 14 ans, il participa à sa première compétition sur piste artificielle. Il gagna sa première Coupe du monde junior à seulement 16 ans. Ce ne fut que le premier d'une longue série de trophées. En effet, étant jeune il remporta encore deux médailles d'or ainsi qu'une d'argent en seulement trois championnats du monde juniors.
Il a participé à sa première Coupe du monde chez les seniors, lors de la saison 1992/93. Il a atteint le premier podium de sa carrière en individuel le 6 décembre 1992 à Sigulda ou il finit troisième. Il remporte sa première victoire le 15 janvier 1995, toujours en individuel. À ce jour, il peut se vanter de 59 victoires au total, dont 57 dans sa spécialité (la luge individuelle). Ceci fait de lui le lugeur qui a remporté le plus de course en Coupe du monde sur la piste artificielle. C'est le deuxième italien ayant remporté le plus de victoire en Coupe du monde de sports d'hiver, juste derrière Patrick Pigneter (spécialiste de la même discipline, mais sur piste naturelle) et devant Alberto Tomba.  Au classement général il a remporté le globe de cristal à dix reprises : en 1997/ 98, 1999/2000, 2000/2001, 2003/2004, 2005/2006, 2006/2007, 2007/2008, 2008/2009, 2009/2010 et 2010/2011, égalant le record établi par l'Autrichien Markus Prock, et s'élevant à une seule longueur du record de globes de cristal remporté par un lugeur, appartenant à l'italien Norbert Huber qui a remporté trois trophées en individuel et huit en double.
Il a participé à six éditions des Jeux olympiques d'hiver, en réussissant à chaque fois à atteindre le podium. Sa première participation aux Jeux olympiques date de 1994 à Lillehammer ou il décroche le bronze. Il remporte l'argent, quatre ans plus tard, aux Jeux olympiques de 1998 à Nagano, puis il obtient l'or aux deux éditions suivantes, celles de Salt Lake City en 2002 ainsi qu'à Turin en 2006. Lors des éditions de 2010 à Vancouver et de 2014 à Sotchi, il remporte à nouveau le bronze. À Sotchi, il participe également à l'épreuve par équipes où lui et ses coéquipiers (Sandra Gasparini, Christian Oberstolz et Patrick Gruber) atteignent la cinquième place.
En tout Armin Zöggeler a participé à 15 éditions des Championnats du monde, de Calgary en 1993 à aujourd'hui, en excluant celle de 2013 à Whistler, en raison d'un problème de dos. À dix reprises, il a réussi à monter sur le podium dans sa spécialité (en individuel) en atteignant la première place six fois, ce qui est un record dans l'histoire de la luge; il a remporté les épreuves de Lillehammer 1995, Schönau am Königssee 1999, Calgary en 2001, Sigulda 2003, Park City 2005 et Cesana Torinese 2011. Il a remporté également six autres médailles toujours en Championnat du monde, dans la compétition par équipe.
Grâce aux nombreux trophées qu'Armin Zöggeler a remporté, les journalistes lui ont attribué de nombreux surnoms. Il est par exemple surnommé "il cannibale" (le cannibale), qui fait référence aux grand cycliste belge Eddy Merckx que l'on surnommait ainsi dans les années 1960, ou encore "Schumacher del ghiaccio" (le Schumacher des glaces) faisant référence au pilote de formule 1 Michael Schumacher.
Toujours pour mérite de ses nombreux triomphes il a obtenu différentes reconnaissances, aussi extra sportives, dont le titre de commandeur de l'Ordre du mérite de la République italienne, décoration reçue au lendemain de la victoire aux Jeux olympiques de Salt Lake City 2002 et il a été décoré par l'Arma dei Carabinieri; en 2011 la Gazzetta dello Sport, dans le sondage annuel pour récompenser les meilleurs athlètes de la saison, il a été proclamé sportif italien de l'année.
Avec le bronze conquis en Russie, Zöggeler est devenu le premier athlète dans l'histoire olympique (Jeux olympiques d'été et d'hiver compris) à obtenir une médaille, dans la même discipline, en six éditions consécutives des Jeux. Il dépasse des sportifs comme le tireur Ralf Schumann, le judoka Ryoko Tamura, l'autre lugeur Georg Hackl, la patineuse Claudia Pechstein et l'escrimeuse Valentina Vezzali.
En octobre 2013, il est désigné porte-drapeau de l'Italie pour les prochains JO d'hiver à Sotchi et est ainsi le troisième représentant italien de son sport à recevoir cet honneur.En février 2014, lors des compétitions olympiques de luge sur la piste Sanki, il remporte la médaille de bronze derrière l'Allemand Felix Loch (or), et le Russe Albert Demtchenko (argent), devenant ainsi le premier sportif à avoir été médaillé six fois de suite dans six éditions successives des JO d'hiver.

## Palmarès
| Compétitions / Année  | Compétitions / Année | 1994 | 1995 | 1996 | 1997 | 1998 | 1999 | 2000 | 2001 | 2002 | 2003 | 2004 | 2005 | 2006 | 2007 | 2008 | 2009 | 2010 | 2011 | 2012 | 2013 | 2014 |
| --------------------- | -------------------- | ---- | ---- | ---- | ---- | ---- | ---- | ---- | ---- | ---- | ---- | ---- | ---- | ---- | ---- | ---- | ---- | ---- | ---- | ---- | ---- | ---- |
| Jeux olympiques       | Jeux olympiques      | 3e   | -    | -    | -    | 2e   | -    | -    | -    | 1er  | -    | -    | -    | 1er  | -    | -    | -    | 3e   | -    | -    | -    | 3e   |
| Championnats du monde | Ind.                 | J.O  | 1er  | -    | -    | J.O  | 1er  | 2e   | 1er  | J.O  | 1er  | 5e   | 1er  | J.O  | 2e   | 5e   | 2e   | J.O  | 1er  | 3e   | -    | J.O  |
| Championnats du monde | Relais               | J.O  | 2e   | 3e   | 3e   | J.O  | -    | 5e   | 4e   | J.O  | 5e   | 3e   | 3e   | J.O  | 2e   | 6e   | 4e   | J.O  | -    | 5e   | -    | J.O  |
| Championnats d'Europe | Ind.                 | 3e   |      |      |      | 2e   |      | 3e   |      | 3e   |      | 1er  |      | 2e   |      | 1er  |      | -    |      | 2e   | 10e  | 1er  |
| Championnats d'Europe | Relais               | 1er  |      | 3e   |      | 2e   |      | 3e   | 3e   |      |      |      | 2e   |      | 3e   |      |      | -    |      | 3e   | 2e   | 3e   |
| Coupe du monde        | Coupe du monde       |      | 2e   | 2e   |      | 1er  | 7e   | 1er  | 1er  | 2e   | 3e   | 1er  | 5e   | 1er  | 1er  | 1er  | 1er  | 1er  | 1er  | 4e   | 4e   | 2e   |

### Coupe du monde
- 10 gros globe de cristal en individuel : 1998, 2000, 2001, 2004, 2006, 2007, 2008, 2009, 2010  et 2011.
- 103 podiums individuels : 
  - en simple : 57 victoires, 26 deuxièmes places et 20 troisièmes places.
- 17 podiums en relais : 2 victoires, 7 deuxièmes places et 8 troisièmes places.

#### Détails des victoires en Coupe du monde
| Édition | Piste                                                       |
| 1995    | Königssee Oberhof Sigulda Altenberg                         |
| 1996    | Königssee                                                   |
| 1997    | Königssee                                                   |
| 1998    | Lillehammer Königssee Calgary Sigulda                       |
| 1999    | Altenberg Sigulda                                           |
| 2000    | Lillehammer Calgary Winterberg Sigulda Altenberg            |
| 2001    | Altenberg Sigulda La Plagne                                 |
| 2002    | Lake Placid                                                 |
| 2003    | Calgary                                                     |
| 2004    | Lake Placid Königssee Sigulda Altenberg                     |
| 2005    | Königssee Igls                                              |
| 2006    | Lake Placid Cesana Pariol                                   |
| 2007    | Altenberg Winterberg Cesana Pariol Park City Nagano Sigulda |
| 2008    | Lake Placid Sigulda Altenberg Igls                          |
| 2009    | Altenberg Winterberg Königssee Calgary Cesana Pariol        |
| 2010    | Calgary Igls Cesana Pariol Winterberg                       |
| 2011    | Königssee Sigulda Park City Calgary Winterberg              |
| 2012    |                                                             |
| 2013    | Lake Placid                                                 |
| 2014    | Park City Sigulda                                           |

## Distinctions
- Promu commandeur de l'ordre du Mérite de la République italienne, le 26 avril 2002[6].
- Sportif italien de l'année 2011[7].
- Introduit au temple de la renommée de la FIL[8],

## Hommage
Le 7 mai 2015, en présence du président du Comité national olympique italien (CONI), Giovanni Malagò, a été inauguré  le Walk of Fame du sport italien dans le parc olympique du Foro Italico de Rome, le long de Viale delle Olimpiadi. 100 tuiles rapportent chronologiquement les noms des athlètes les plus représentatifs de l'histoire du sport italien. Sur chaque tuile figure le nom du sportif, le sport dans lequel il s'est distingué et le symbole du CONI. L'une de ces tuiles lui est dédiée .